# Lepyrotica brevistrigata
Lepyrotica brevistrigata är en fjärilsart som beskrevs av Walsingham 1897. Lepyrotica brevistrigata ingår i släktet Lepyrotica och familjen äkta malar. Inga underarter finns listade i Catalogue of Life.